# Colorín colorado
Colorin colorado es una película española estrenada en 1976 y dirigida por José Luis García Sánchez. Es considerada la secuela, en clave de comedia costumbrista de su anterior película El Love Feroz o Cuando los hijos juegan al amor y que muestra el choque generacional entre las costumbres más tradicionales de los padres y las más "progresistas" de los hijos.
Por su papel en la película, María Massip obtuvo la medalla del Círculo de Escritores Cinematográficos a la mejor actriz de reparto.

## Sinopsis
La joven pareja formada por Manoli y Fernando tienen ideas liberales y comunistas, intentando vivir su amor huyendo de los convencionalismos burgueses, pero con el paso del tiempo se verán abocados a pasar por el aro en multitud de cuestiones hasta formar parte de la burguesía que tanto detestaban.

## Reparto
- José Sazatornil como Vicente
- Mary Carrillo	como Manolita
- Teresa Rabal como	Manoli
- Juan Diego como Fernando
- Fiorella Faltoyano como María Jesús
- Antonio Gamero como Antonio Rebolledo
- María Massip como	Almudena
- Chus Lampreave como Aurora
- Petra Martínez como Enfermera
- María Casal como Maruja
- José Manuel Cervino como Policía
- Antonio Passy